# Guerrero, Oaxaca
Guerrero är en ort i Mexiko.   Den ligger i kommunen San Pedro Teutila och delstaten Oaxaca, i den sydöstra delen av landet, 300 km sydost om huvudstaden Mexico City. Guerrero ligger 987 meter över havet och antalet invånare är 345.
Terrängen runt Guerrero är bergig åt nordväst, men åt sydost är den kuperad. Runt Guerrero är det ganska tätbefolkat, med 56 invånare per kvadratkilometer. Närmaste större samhälle är San Bartolomé Ayautla, 6,3 km nordost om Guerrero. I omgivningarna runt Guerrero växer i huvudsak städsegrön lövskog.